# Physcia vitii
Physcia vitii är en lavart som beskrevs av Nádv. Physcia vitii ingår i släktet Physcia och familjen Physciaceae.   Inga underarter finns listade i Catalogue of Life.